# Aeroporto (Jundiaí)
Aeroporto é um bairro da cidade de Jundiaí, São Paulo. Pertence à Região Vetor Oeste de Jundiaí. Inclui no seu território o Aeroporto de Jundiaí, que gerou grande polêmica regional após o anúncio pela imprensa de uma suposta ampliação do mesmo para transferência de voos oriundos de Congonhas e outros aeroportos saturados da Grande São Paulo. Outro anúncio que colocou o bairro em alta na cidade foi a apresentação do projeto de construção do Parque das Águas do Japi, que englobaria praticamente todo o bairro, e traria para o bairro infra-estrutura como Centro de Exposições, Terminal de Ônibus, Sambódromo, etc. Porém se o mesmo for executado, ainda sim tardará muito até que fique pronto.

## História
A história do bairro Aeroporto confunde-se com a do próprio Aeroporto, e com a do Aeroclube de Jundiaí. Após sua fundação, em 1941, seus membros somaram esforços junto à prefeitura municipal para que se encontrasse um local para a construção do Aeroporto de Jundiaí. Ainda em 1941, escolheu-se o terreno correspondente a Fazenda Boa Esperança, formada pelas terras dos Sítios Bonifácio e Romão. Seguidamente, foi declarada de utilidade pública pela prefeitura e, logo, desapropriada em 1942. Após isto, iniciaram-se as obras de construção do Aeroporto, que só veio a ter sua pista asfaltada em 1965 pelo Governo Estadual, tendo permanecido pouco mais de vinte anos com sua pista de terra. Ainda hoje o Aeroporto constitui-se do elemento marcante e principal do bairro, que ainda não se desenvolveu do ponto de vista urbanístico e, pelas intenções da administração municipal, não se desenvolverá significativamente por um bom tempo.

## Geografia
O bairro possui área de 3,98 km².

### Demografia[1]
População Total: 516
- Urbana: 516
- Rural: 0
- Homens: 269
- Mulheres: 247

Densidade demográfica (hab./km²): 129,72
Taxa de Alfabetização: 92%

## Utilização do Solo[2]
A distribuição dos tipos de uso do solo no bairro do Aeroporto indica o predomínio de uma ocupação industrial do território
- Uso residencial: 17,60%
- Uso comercial e de serviços: 8,12%
- Uso institucional: 1,12%
- Uso industrial:  73,16%